# Meru (grad)
Meru je grad u kenijskoj provinciji Eastern, sjedište okruga Meru Central. Smješten je 175 km zračne linije sjeveroistočno od Nairobija. Leži na sjevernim padinama planine Kenija, na oko 1700 metara nadmorske visine i svega 8 km sjeverno od ekvatora.
Meru je važno trgovačko i poljoprivredno središte Kenije. Od artikala koje stanovništvo Merua i okolice proizvodi izdvajaju se čaj, kava, mlijeko i mliječni proizvodi te grah mahunar.
Godine 1999. Meru je imao 126.427 stanovnika, no stanovništvo se 2005. procjenjivalo na 146.986. Gradsku populaciju većinom sačinjavaju pripadnici etničke skupine Ameru.